# Eškašem
Eškašem es una ciudad de Afganistán. Está ubicado en la frontera con Tayikistán. 
Pertenece a la provincia de Badakhshan y al distrito de su nombre. 
Su población es de 12.682 habitantes (2007). 
Actualmente la frontera está abierta únicamente para los liberadores humanitarios.
- Datos: Q1026731
- Multimedia: Ishkashim, Afghanistan / Q1026731